# Mongoliets demokratiska parti
Mongoliets demokratiska parti var ett av de politiska partier som deltog i Mongoliets första fria val 1990.
Efter ett bakslag i 1992 års val gick man samman med Nationella Framstegspartiet och bildade Mongoliska nationaldemokratiska partiet.